# Филипос Карвелас
Филипос Карвелас (грч. Φίλιππος Καρβελάς; 1877. у Атини — 1952) је био грчки гимнастичар, који је учествовао на првим Олимпијским играма 1896. у Атини.
Карвелас се такмичио на разбоју, и то појединачно и екипно. У појединачној конкуренцији његов резултат није остао забележен, али је познато да није освојио медаљу. У екипној конкуренцији освојио је бронзану медаљу, као члан екипе Грчког етничког савеза, једне од две грчке екипе на овом такмичењу.